# Albinyana
Pour le juriste et homme politique valencien, voir Josep Lluís Albinyana.
Albinyana est une commune de la province de Tarragone, en Catalogne, en Espagne, de la comarque de Baix Penedès.